# Margaret Foster Richardson
Margaret Foster Richardson (19 de dezembro de 1881, Winnetka, Illinois – 1945) foi uma pintora norte-americana conhecida por seus autorretratos. Richardson é mais conhecida por sua pintura de 1912, Self-Portrait, A Motion Picture